# باشگاه فوتبال یوونتوس سنتن
باشگاه فوتبال یوونتوس سنتن یک باشگاه فوتبال حرفه‌ای در گوادلوپ، مستقر در شهر سنتن است. آنها در مسابقات ملی گوادلوپ بازی می‌کنند.

## افتخارات
- مسابقات ملی گوادلوپ: ۸ قهرمانی
- جام حذفی گوادلوپ: ۶ قهرمانی